# Mont-Cauvaire
Mont-Cauvaire è un comune francese di 851 abitanti situato nel dipartimento della Senna Marittima nella regione della Normandia.

## Storia

### Simboli
Lo stemma è stato consegnato il 5 maggio 2000 dal Conseil Français d'héraldique.

## Società

### Evoluzione demografica
Abitanti censiti